# Жълтогърла жаба
Жълтогърлите жаби (Mannophryne trinitatis) са вид земноводни от семейство Aromobatidae.
Срещат се на остров Тринидад в Тринидад и Тобаго.
Таксонът е описан за пръв път от американския зоолог Самюъл Гарман през 1888 година.